# 조니 고드로
존 마이클 고드로(영어: John Michael Gaudreau, 1993년 8월 13일~2024년 8월 29일)는 미국의 아이스하키 선수로 포지션은 레프트윙이다. 조니 하키(영어: Johnny Hockey)라는 별명으로 잘 알려졌으며 내셔널 하키 리그(NHL)의 캘거리 플레임스와 콜럼버스 블루재키츠 소속으로 11시즌 동안 활동했다. 2011년부터 2014년까지 전미 대학 체육 협회(NCAA) 1부 리그에 속한 보스턴 칼리지 아이스하키팀인  보스턴 칼리지 이글스 소속으로 뛰었으며 2011년 NHL 드래프트에서 4라운드 104위로 캘거리 플레임스의 지명을 받았다. 2014년 NCAA 최고 선수상인 호비 베이커 상을 받았고 2014-15년 NHL 시즌에서의 활동으로 2014년 NHL 올루키팀과 2015년 NHL 올스타팀에 선정되었다. 또한 NHL 신인상인 콜더 메모리얼 트로피 수상 후보에 올랐으며 2016-17 시즌 레이디 빙 메모리얼 트로피의 수상자가 되었다. 2022년에 캘거리 플레임스를 떠나 콜럼버스 블루재키츠와 계약을 맺었고 사망하기 전까지 2시즌 동안 뛰었다.
그는 2024년 8월 29일 동생인 매슈와 뉴저지 주 올드먼스 타운십에서 자전거를 타던 중에 음주 운전 혐의자의 자동차에 치여 사망했다.